# Battlefield 1943
Battlefield 1943 je střílečka z pohledu první osoby z roku 2009, kterou vyvinula společnost DICE a vydala společnost Electronic Arts pro konzole Xbox 360 a PlayStation 3 prostřednictvím digitální distribuce. Plánována byla i verze pro Microsoft Windows, ale později byla zrušena.
Servery pro Battlefield 1943 byly vypnuty 8. prosince 2023.

## Zasazení
Videohra se odehrává v pacifickém oceáně během druhé světové války.
Ve hře hráči mohou hrát za námořní pěchotu Spojených států (USMC) nebo za japonské císařské námořnictvo (IJN), a to až ve 24 hráčích na třech mapách. Poté, co všichni hráči společně dosáhli 43 milionů sestřelů, získali přístup k další mapě Coral Sea.

## Ohlasy
Hra získala vcelku příznivé hodnocení kritiků. Prodáno bylo více než 1,5 milionu kusů.